# 西印度碼頭站
西印度碼頭站（英語：West India Quay DLR station）是碼頭區輕便鐵路的一個車站，位於倫敦東部西印度碼頭。此站開通於1987年，在1991年至1993年期間曾關閉重建。西印度碼頭站位於倫敦第2收費區。
自2017年4月起至今，從銀行站開往劉易舍姆站的列車使用專用繞道鐵軌繞開該站，因此從倫敦市中心來西印度碼頭的乘客需在波普勒站或金絲雀碼頭站換乘。

## 外部連結
- Docklands Light Railway website - West India Quay station page （页面存档备份，存于）
- Article on the replacement of the canopies